# 通杰利省
通傑利省（土耳其語：Tunceli，意為「青銅之地」，1936年前被稱為Dersim，扎扎其語「銀色的門」的意思）是土耳其東部的一個省，西南以穆拉特河為界。面積7,774平方公里，2007年人口76,401人，以阿拉維派伊斯蘭教徒為主。當地的主要居民是扎扎人。首府通傑利。
下分八縣。1947年建省。1980年爆发土耳其毛主义叛乱。2019年土耳其地方选举中，土耳其共产党赢得了省会通杰利的选举。